# 达浪坎乡
达浪坎乡，是中华人民共和国新疆维吾尔自治区吐鲁番市鄯善县下辖的一个乡。

## 行政区划
达浪坎乡下辖以下地区：
洋布拉克村、拜什塔木村、乔亚村、阿扎提村、玉旺坎村、牧业队和英坎儿孜村。